# Denis Kuljiš
Denis Kuljiš (Split, 8. prosinca 1951. – Zagreb, 18. kolovoza 2019.) bio je hrvatski književnik, poduzetnik i novinar.

## Životopis
Kuljiš je rođen u Splitu, u NR Hrvatskoj, FNRJ. Studirao je lingvistiku i sociologiju na Filozofskom fakultetu u Zagrebu. Novinarstvom se počeo baviti 1972. godine. Od 1979. piše za časopis Polet, a od 1980. za Vjesnik. Radio je kao urednik i novinar časopisa Start, Danas i Studio. Kuljiš je 1991. s partnerima osnovao Media Press, tvrtku koja je pokrenula neovisni politički tjednik Globus. Pet je godina bio glavni urednik Europapress Holding. Tvrtka je također počela izdavati časopise OK! i Gloriju.
Kuljiš je napustio holding Europapress s dioničarima Media Pressa i počeo izdavati politički tjednik Nacional. Časopis je vodio dvije godine kad se promijenilo uredništvo. Nakon toga, Kuljiš je počeo izdavati dvotjednik Ultra, koji je doživio neuspjeh. Pokrenuo je časopis Penthouse pod pokroviteljstvom Slobodne Dalmacije i radio je kao savjetnik u odboru EPH.